# Хуан Хінер
Хуан Хінер (ісп. Juan Giner; нар. 28 липня 1978) — колишній іспанський тенісист.
Найвищу одиночну позицію світового рейтингу — 169 місце досяг 21 жовтня 2002, парну — 186 місце — 5 листопада 2001 року.

## Титули на челленджерах

### Парний розряд: (1)
| Ранг | Рік  | Турнір             | Покриття | Партнер      | Суперники                          | Рахунок             |
| ---- | ---- | ------------------ | -------- | ------------ | ---------------------------------- | ------------------- |
| 1.   | 2001 | Антверпен, Бельгія | Ґрунт    | Джеррі Турек | Едвін Кемпес Денніс ван Схеппінген | 6–7(4), 7–6(2), 6–3 |